# José Veríssimo

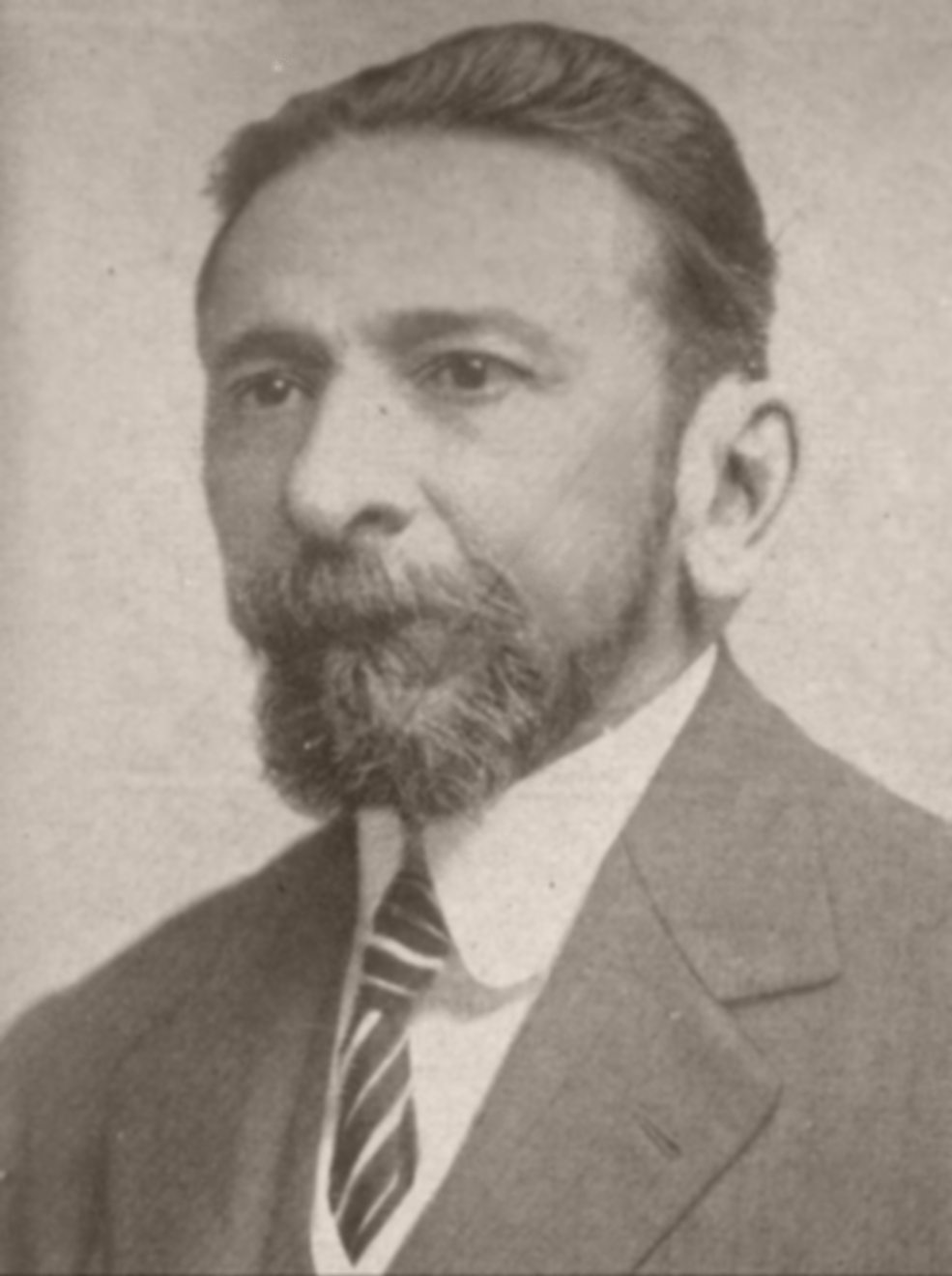
José Veríssimo um 1900

José Veríssimo Dias de Matos (* 8. April 1857 in Óbidos; † 2. Dezember 1916 in Rio de Janeiro) war ein brasilianischer Schriftsteller, Lehrer, Journalist und Mitbegründer der Academia Brasileira de Letras.

## Leben
Veríssimo wurde stark vom Evolutionismus und vom Determinismus Hippolyte Taines beeinflusst; er gilt, zusammen mit Araripe Júnior und Sílvio Romero, als einer der bedeutendsten naturalistischen Literaturkritiker Brasiliens.
In seinen Schriften befasst er sich besonders mit Machado de Assis und dem Amazonas (seiner Heimatregion).
José Veríssimo gehörte als Mitgründer der Academia Brasileira de Letras, die im Jahre 1897 errichtet wurde, zu den Unsterblichen (Imortais). Als Namenspatron für den Sitz Nummer 18, den er bis zu seinem Tode innehielt, wählte er João Francisco Lisboa (1812–1863). Nachfolger als Stuhlinhaber wurde Francisco Inácio Marcondes Homem de Melo.

## Veröffentlichungen
- Scenas da vida amazônica. Com um estudo sobre as populações indigenas e mestiças da Amazonia. Tavares Cardoso & Irmão, Lisbôa 1886. (3. Auflage: Cenas da vida amazônica. Simões, Rio 1957).
- Questão de limites. 1889.
- Educação nacional. 1890.
- A Amazônia. Aspectos econômicos. 1892. Essay.
- A pesca na Amazônia. 1895.
- A instrução pública e a imprensa. 1900.
- Estudos brasileiros. 2 Folgen (2 séries) 1889–1904.
- Estudos de literatura. 6 Folgen (6 séries) 1901–1907.
- Homens e coisas estrangeiras. 3 Folgen (3 séries) 1902–1908.
- Que é literatura e outros escritos. Garnier, Rio de Janeiro/Paris 1907.
- História da literatura brasileira. 1916.[3] dominiopublico.gov.br (PDF)
- Letras e literatos. 1936.